# Henry Hardinge, 1. Viscount Hardinge

Henry Hardinge, 1. Viscount Hardinge

Lord Hardinge (auf dem Schimmel) und Prinz Waldemar von Preußen mit Mütze besichtigen das Schlachtfeld von Ferozeshah

Henry Hardinge, 1. Viscount Hardinge, GCB, PC (* 30. März 1785 in Wrotham, Kent; † 24. September 1856 auf dem Landsitz Southpark in Kent) war ein britischer Feldmarschall und Staatsmann.

## Leben
Hardinge trat am 23. Juli 1799 als Offizieranwärter bei den Queen’s Rangers, in die Armee. Im Februar 1806 wurde er an das Staff College Camberley geschickt. Ab 1808 nahm er, als Hauptmann an den Napoleonischen Kriegen auf der Iberischen Halbinsel teil. In der Schlacht bei Vimeiro wurde er verwundet. Am 13. April 1809 wurde er zum Major befördert und stellvertretender Quartiermeister des neugebildeten portugiesisches Heeres. Während des Krieges auf der Iberischen Halbinsel konnte er sich, besonders in der Schlacht bei La Albuera, auszeichnen. In der Schlacht bei Vitoria wurde er erneut verwundet. In der Schlacht bei Orthez kommandierte er die portugiesische Brigade. Im Januar 1815 wurde er als Knight Commander of the Order of the Bath ausgezeichnet. Im Feldzug von 1815 wurde Hardinge der Armee des Feldmarschalls Blüchers zugeordnet und verlor in der Schlacht bei Ligny seinen linken Arm.
1820 wurde Hardinge für Durham ins House of Commons gewählt, schloss sich dort den Tories an und erhielt 1823 den Posten eines Sekretärs beim Feldzeugamt (Clerk of Ordnance). Als Wellington 1828 Premierminister wurde, ernannte er Hardinge zum Secretary at War (Leiter des War Office) und 1830 zum Chief Secretary for Ireland. Im gleichen Jahr wurde Hardinge Generalmajor. Die Auflösung des Ministeriums Wellingtons veranlasste Hardinge dazu, sein Amt aufzugeben. Er war aber unter Peel vom Dezember 1834 bis zum April 1835 zum zweiten Mal und 1841 zum dritten Mal Secretary at War.
1842 erfolgte die Ernennung Hardinges zum Generalleutnant. Nach der Abberufung Baron Ellenboroughs wurde Hardinge zum Generalgouverneur und Vizekönig von Indien ernannt, wo er kurz vor dem Ersten Sikh-Krieg anlangte. Er war auf den Schlachtfeldern von Mudki, Ferozeshah (21.–22. Dezember 1845) und Sobraon (am 10. Februar 1846) zugegen, und, obgleich er den Oberbefehl Sir Hugh Gough als rangälterem General überließ, schrieb man ihm doch den glücklichen Erfolg zu einem großen Teil zu. Nach der Ratifizierung des Friedensvertrags von Lahore wurde er 1846 zum Viscount Hardinge of Lahore and Kings Newton in Derbyshire erhoben.
Hardinge kehrte nach 1848 nach England zurück und nahm dann seinen Sitz im House of Lords ein. 1852 wurde er zum Generalfeldzeugmeister (Master-general of the Ordnance) und zum Oberbefehlshaber der britischen Armee ernannt. In den 25 Jahren des Oberbefehls von Wellington war es zu einer Stagnation in der Entwicklung der britischen Armee gekommen. Dies wurde im Krimkrieg deutlich. Deshalb wurde Hardinge von Prinz Albert aufgefordert, die Ausbildung der britischen Armee zu verbessern. So wurde das Lager Aldershot (The Home of the British Army) errichtet. Aldershot galt im viktorianische England als Synonym für die Ausbildung der britischen Armee. 1855 wurde Hardinge schließlich zum Feldmarschall befördert.
Im Juli 1856 zog er sich in den Ruhestand zurück und starb am 24. September 1856 auf seinem Landsitz Southpark in Kent.